# Ametoctradin
Ametoctradin ist eine chemische Verbindung aus der Gruppe der Triazol-Pyrimidylamine. 

## Wirkung
Ametoctradin wirkt als Fungizid und wurde 2004 bei der BASF entwickelt. Es wirkt durch Hemmung des Komplexes III der Atmungskette an unbekannter Stelle. Ametoctradin wirkt gegen Kraut- und Knollenfäule (Phytophthora infestans) und Falschen Mehltau (Falscher Mehltau der Weinrebe sowie Pseudoperonospora cubensis auf Gurken und Bremia lactucae auf Kopfsalat).

## Zulassung
Die EU-Kommission entschied 2013, Ametoctradin für Anwendungen als Fungizid in die Liste der für Pflanzenschutzmittel zulässigen Wirkstoffe aufzunehmen. Die Zulassung gilt für zehn Jahre ab dem 1. August 2013.
In Deutschland, Österreich und der Schweiz sind Pflanzenschutzmittel mit diesem Wirkstoff zugelassen.

## Handelsnamen
Ametoctradin wird unter dem Handelsnamen Enervin und Prevint, und im Gemisch mit Dimethomorph als Zampo, Orvego und Dominator verkauft.